# Joseph-Marie Vien
Joseph-Marie Vien (Montpellier, 18 giugno 1716 – Parigi, 27 marzo 1809) è stato un pittore francese, maestro di Jacques-Louis David.
L'artista, considerato dai suoi contemporanei come il «padre del neoclassicismo francese», riprende temi di gusto rococò, modernizzandoli superficialmente in senso neoclassico, creando quello che può essere definito un «neoclassicismo erotico».

## Biografia
Formatosi presso il conterraneo Charles-Joseph Natoire, nel 1743 vinse il Prix de Rome, partendo l'anno successivo per Roma, dove rimase fino al 1750. In città, oltre a copiare i quadri del Rinascimento e a dedicarsi allo studio dell'antichità, subì l'influenza di Jean-François de Troy, allora direttore dell'Accademia di Francia e della pittura classicista bolognese del '600. Del 1747 sono Le figlie di Lot, ora al Musée des Beaux-Arts di Le Havre.
Tra il 1747-48 realizzò la serie di sei dipinti con Scene della vita di santa Marta ora a Tarascona nella chiesa di Sainte-Marthe, di concezione grandiosa e lirica che rivela una tentazione barocca di cui l'artista si sbarazzò solo con grande fatica. In occasione del carnevale del 1748 si cimentò con il genere del ritratto di fantasia, eseguendo la Sultana regina, ora al parigino Musée du Petit Palais, un bozzetto, che raffigura Louis-Joseph Le Lorrain mascherato. Nel 1750 eseguì l’Eremita dormiente ora al Louvre.
Tornato a Parigi venne ammesso all'Accademia nel 1751, presentando l’Arrivo di santa Marta in Provenza che completa il ciclo di Roma. Dopo le critiche di ispirarsi eccessivamente ai modelli italiani l'artista si rivolse agli esempi francesi del XVII secolo eseguendo, tra il 1754 e il 1756, una serie di allegorie per la corte danese, ora all'Amalienborg di Copenaghen. In questo periodo iniziò la frequentazione del conte di Caylus, che gli comunicò la sua passione per l'antichità e le scoperte archeologiche, orientandolo verso composizioni con fanciulle abbigliate alla greca in interni ornati di colonne di marmo, vasi etruschi o tripodi, soggetti vicini alle scene di genere, ma trasposti nell'antichità classica. La tela con La guarigione del paralitico, presentato al Salon del 1759 e ora conservata a Marsiglia, si ispira al classicismo di Nicolas Poussin.
Nella Venditrice di amori, un olio su tela conservato nel Musée National du Château di Fontainebleau, esposta al Salon del 1763, si fece interprete della reazione neoclassica al rococò, riprendendo l'iconografia da un affresco affiorato dagli scavi archeologici nella zona di Gragnano nel 1759, conosciuto attraverso l'incisione realizzata da Carlo Nolli nel terzo volume alla tavola VII di Le antichità di Ercolano esposte. Vien, dal prototipo inciso, a cui si attenne scrupolosamente non dimenticando di invertire l'immagine, nel presupposto infondato che la riproduzione a stampa riproducesse un originale invertito, riprende il soggetto, la disposizione generale delle figure e gran parte dei loro gesti, ma anche la disposizione della composizione a fregio, come in un bassorilievo, aggraziando l'originale con l'aggiunta di arredi in stile Luigi XVI. A differenza dell'incisione l'artista aggiunse, nel putto tenuto dalla venditrice, un gesto sconcio: la mano destra si appoggia entro l'incavo del braccio sinistro, a indicare, secondo Denis Diderot «… in maniera allusiva la misura del piacere che egli promette». Questo dettaglio osceno, probabilmente suggerito dal conte di Caylus, più che un residuo del gusto rococò è da ritenere come una raffinata «filologia classica», alla luce dei ritrovamenti archeologici di amuleti fallici e pitture postribolari e della nuova conoscenza della sessualità nel mondo classico.
In seguito l'artista si cimentò in tele di proporzioni monumentali di pacata solennità, come nella tela esposta al Salon del 1767, ora nella parigina chiesa di Saint-Roch, con la Predicazione di san Dionigi. Per Madame du Barry dipinse quattro pannelli dedicati al tema dei Progressi dell'Amore nel cuore delle fanciulle, ora divisi tra il Louvre e la prefettura di Chambéry, in sostituzione di quelli del Fragonard.
Dal 1775 al 1781 fu direttore dell'Académie de France à Rome e nel 1776 venne accolto nell'Accademia nazionale di San Luca; in questi anni la sua attività si concentrò nel promuovere lo studio approfondito del linguaggio formale dell'antichità. Dal 1781 eseguì opere ispirate soprattutto a Omero, tra cui Briseide consegnata da Patroclo agli inviati di Agamennone, ora al Musée des Beaux-Arts di Arras. Del 1789 è l'allegoria pro-rivoluzionaria con l'Amore che fugge la schiavitù, Tolosa, Musée des Augustins. Dopo il 1793 Vien non espose più al Salon. Napoleone Bonaparte lo nominò senatore nel 1799 e lo fece conte dell'impero nel 1808. Quando Vien morì ebbe l'onore del funerale di stato e della sepoltura al Pantheon.

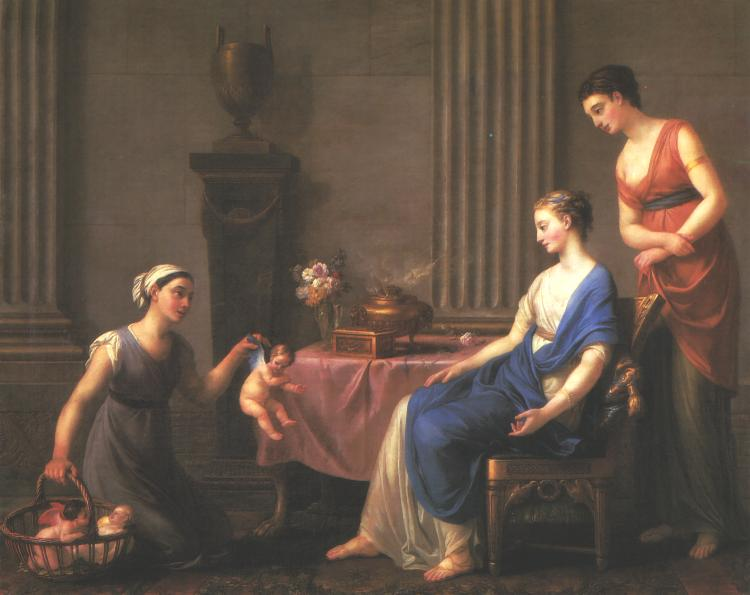
La venditrice di amorini, 1763, Fontainebleau, Musée National du Château

Suoi allievi furono tra gli altri Étienne-Barthélémy Garnier, Jean-Antoine-Théodore Giroust e Jean-Pierre Saint-Ours.

## Opere
- L'addio di Ettore e Andromaca (1786), Parigi, Museo del Louvre
- I rimproveri di Ettore a Paride, Parigi, Museo del Louvre